# La invención de Morel (película)
La invención de Morel (Italiano: L'invenzione di Morel) es una película de 1974 de ciencia ficción dirigida por Emidio Greco y protagonizada por Anna Karina. Está basada en la novela La Invención de Morel por Adolfo Bioy Casares.

## Elenco
- Anna Karina
- Giulio Brogi - The Castaway
- John Steiner - Morel
- Anna-Maria Gherardi
- Ezio Marano
- Margaret Le Van
- Claudio Trionfi
- Laura De Marchi
- Valeria Sabel